# Anomala tibialis
Anomala tibialis är en skalbaggsart som beskrevs av Schaeffer 1906. Anomala tibialis ingår i släktet Anomala och familjen Rutelidae. Inga underarter finns listade i Catalogue of Life.